# (4206) Verulamium
(4206) Verulamium ist ein Hauptgürtelasteroid, der am 25. August 1986 von Henri Debehogne von der Europäischen Südsternwarte aus entdeckt wurde.
Der Asteroid wurde nach Verulamium benannt, einer Stadt im römischen Britannien.